# Minamijama Csiaki
Minamijama Csiaki (南山 千明; Hepburn: Minamiyama Chiaki) (Icsikava, 1985. október 16. –) japán válogatott labdarúgó.

## Klub
A labdarúgást a Nippon TV Beleza csapatában kezdte. 2003 és 2010 között a Nippon TV Beleza csapatában játszott. 2011-ben a INAC Kobe Leonessa csapatához szerződött. 80 bajnoki mérkőzésen lépett pályára és 12 gólt szerzett. 2017 és 2018 között a Dél-Koreában játszott. 2019-ben visszatért Japánba az Orca Kamogawa FC csapatához.

## Nemzeti válogatott
2010-ben debütált a japán válogatottban. A japán válogatott tagjaként részt vett a 2010-es Ázsia-kupán. A japán válogatottban 4 mérkőzést játszott.

## Statisztika
| Japán válogatott | Japán válogatott | Japán válogatott |
| Időszak          | Mérk.            | gól              |
| ---------------- | ---------------- | ---------------- |
| 2010             | 4                | 2                |
| Összesen         | 4                | 2                |

## Sikerei, díjai
Japán válogatott
- Ázsia-kupa:  Bronz; 2010

Klub
- Japán bajnokság: 2005, 2006, 2007, 2008, 2010, 2011, 2012, 2013